# Christian Makor-Winkelbauer

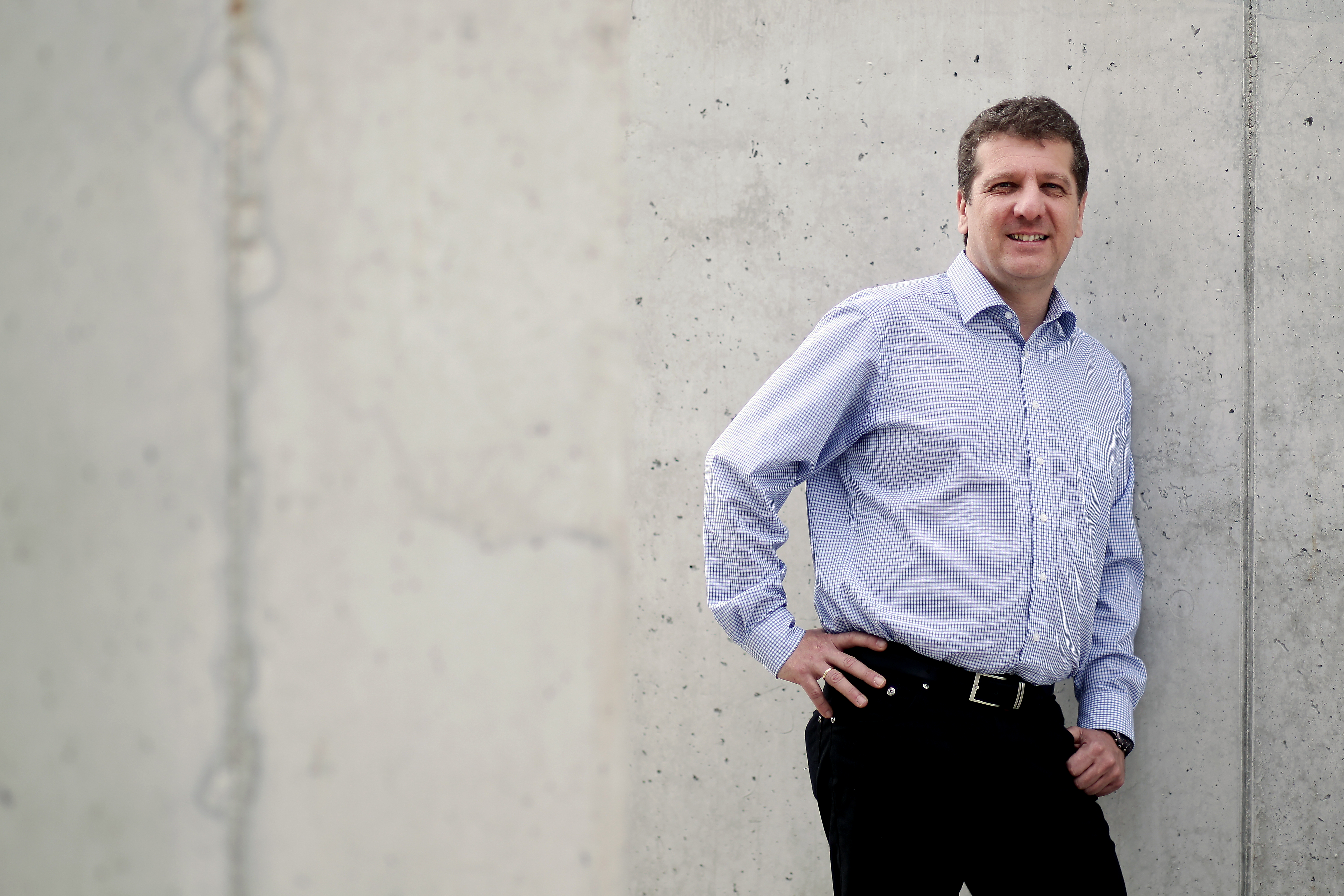
Christian Makor-Winkelbauer

Christian Makor-Winkelbauer, geborener Winkelbauer (* 20. Juli 1968 in Salzburg), ist ein oberösterreichischer Politiker der Sozialdemokratischen Partei Österreichs (SPÖ). Von 1997 bis 2020 war er Abgeordneter zum Oberösterreichischen Landtag, wo er ab 2014 als Klubobmann fungierte.

## Leben
Nach dem Besuch der Volks- und Hauptschule absolvierte er das Bundesoberstufenrealgymnasium. Von 1990 bis 2000 war er Pressereferent des SPÖ-Landtagsklubs von Salzburg. Er gründete im Jahr 2001 eine Werbeagentur. Der Pressereferent wurde 1996 zum Bezirksvorsitzenden der SPÖ Ried gewählt und ist seit 31. Oktober 1997 Abgeordneter zum Oö. Landtag. Mit dem 23. Jänner 2014 wurde er einstimmig zum Vorsitzenden des SPÖ-Landtagsklubs Oberösterreich gewählt und übt dieses Amt hauptberuflich aus. Die Gewerbeberechtigung für seine Werbeagentur ist seitdem ruhend gestellt.
Am 12. November 2007 trat Makor-Winkelbauer in seiner Heimatgemeinde Schildorn, in der er seit dem Jahr 1992 ansässig ist, gegen einen Kandidaten der ÖVP um das Bürgermeisteramt an und unterlag. Der amtierende Bürgermeister Johann Rachbauer legte sein Amt aus Gesundheitsgründen zurück. Bemerkenswert ist, dass der SPÖ-Kandidat sein Bürgermeistergehalt von 2000 Euro brutto örtlichen Vereinen und Projekten zur Verfügung stellen wollte.
Makor-Winkelbauer ist in folgenden Ausschüssen tätig: Ausschuss für Wohnbau, Natur und Landschaftsschutz, Geschäftsordnungsausschuss (2. Schriftführer), Ausschuss für Verfassung, Verwaltung, Immunität und Unvereinbarkeit, im Finanzausschuss (2. Obmann-Stellvertreter), Ausschuss für Bildung, Jugend und Sport (Ersatzmitglied) und in diversen gemischten Ausschüssen.
Ende November 2020 legte er nach einem Autounfall unter Alkoholeinfluss alle politischen Funktionen zurück, sein Landtagsmandat übernahm am 3. Dezember 2020 Doris Margreiter. Zu seinem Nachfolger als Klubchef der SPÖ im oberösterreichischen Landtag wurde Michael Lindner gewählt.
Er ist verheiratet und Vater von zwei Söhnen und lebt mit seiner Familie in Schildorn (Bezirk Ried im Innkreis).

## Auszeichnungen
- 2022: Goldenes Ehrenzeichen des Landes Oberösterreich[6]